# Autoroute 13 (Québec)
Die Autoroute 13 (A 13) in der kanadischen Provinz Québec hat eine Länge von 21 km. Sie beginnt an der Autoroute 20 und endet an der Autoroute 640. Sie dient als Hauptroute (Core Route) des National Highway Systems in Kanada.

## Verlauf
Die Autoroute 13 beginnt im Westen von Montréal an der Autoroute 20, sie verläuft von dort aus nach Nordwesten. Zunächst kreuzt sie Autoroute 520, die den westlich von der Kreuzung gelegenen Flughafen Montréal-Trudeau erschließt. Nördlich vom Flughafen wird die Autoroute 40, einem Abschnitt des Trans-Canada Highways, gequert. Am Pont Louis-Bisson wird der Rivière des Prairies überquert, die Route geht vorbei an Laval (Québec), die Stadt wird erreicht durch die abzweigende Autoroute 440. Nach Überqueren des Rivière des Mille Îles gelangt die Autoroute nach Boisbriand, dort endet sie westlich der Stadt an der Autoroute 640.